# 内山下 (高梁市)
内山下（うちさんげ）は、岡山県高梁市にある大字である。備中松山城の所在地（同1番地）。江戸時代には本丁（ほんちょう）とも称した。
郵便番号は〒716-0004（高梁郵便局管区）。

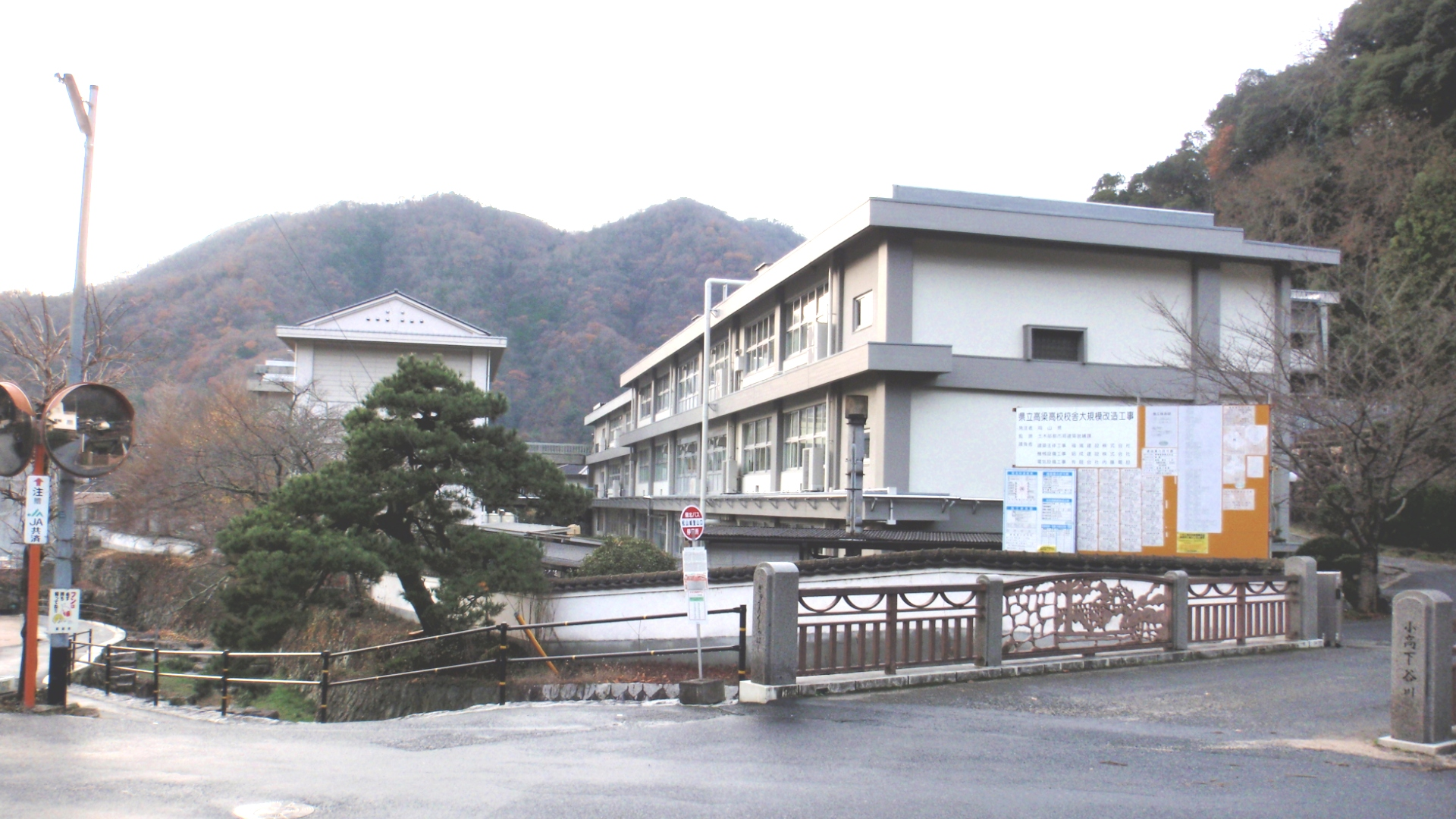
岡山県立高梁高等学校（旧備中松山藩 御下屋敷）

## 概要
高梁市中心市街地の北端部にあたり、備中松山城本丸が立地する臥牛山の一部である小松山とその南東麓部分に相当し、かつての城下町の一部である。平地部は麓の一部のみで、他は大半が山地となる。住居や商店等は、麓の平地部に集中して存在している。江戸時代には、平野部に松山藩主の居館である尾根小屋（おねごや）・御下屋敷（おしもやしき）などと呼ばれる建物が立地し、当地はその周辺地域である。その平地部を南北にJR伯備線が縦貫する。
西側は川端町と隣接し、さらにその西部に国道180号、高梁川がある。北側は、小松山の山地を挟み、津川町今津と接する。東側は、小高下町に隣接。備中松山城へ通じる道は、当地から直接は通じておらず、一旦隣接する小高下町を通って行く形となっている。南限は、小高下川が東から西へ流れ、境界となっている。同河川以南の東部は、石火矢町など旧城下の武家町の北端、同河川以南の西部は、本町・新町など、旧城下の町人町の北端となる。

## 沿革

### 歴史
臥牛山は4山の総称であり、古くは「松山」とも称されていた。その臥牛山に城郭が建てられたのは鎌倉時代で、1221年におきた承久の乱の後に、新補地頭として、相模国より有漢郷に着任したとされる秋庭三郎重信が延応元年（1240）に臥牛山のひとつ大松山に砦を築いたのが最初だということが『備中誌』に記されている。その後、複数にわたり城主の交代と城郭の改良が加えられ、戦国時代に三村氏が入城すると、城下町も建設された。江戸時代に入り、備中国奉行として小堀正次が入城すると、息子の小堀政一の時代にかけて大規模な城下町が本格的に整備され、当地もその一部として形成された。その後、池田氏が入城し備中松山藩が開かれ、水谷氏・安藤氏・石川氏・板倉氏と藩主が交代するが、明治維新まで城下町は整備・拡大されていった。
江戸時代、御下屋敷（おしもやしき）または尾根小屋（おねごや）などと呼ばれる藩主の居館が当地に立地しており、事実上の藩庁として機能していた。周囲は主に上級家臣の武家屋敷が建ち並ぶ武家町の一部となっていた。また、当地は松山から南部を結ぶ松山往来、北部を結ぶ新見往来、西部を結ぶ東城往来の各街道の起点ともなっていた。まさに松山城下の中枢部ともいえる地域であった。
御下屋敷は、現在の岡山県立高梁高等学校の地にあったが、明治6年に取り壊され、跡地に明治28年に高梁高校の前身となる岡山県立高梁中学校が建設され、現在に至る。現在も石垣や一部の遺構は、そのままの状態で残っている。

### 地名の由来
山下（さんげ）とは、城下町において城郭とその周辺部を指すものである。松山城下では江戸時代に備中松山城本丸のある小松山とその麓の周辺一帯を指した。山下の中でも小松山とそのすぐ麓にあたる部分は、前述の通り藩主の居館である御下御殿があるなど、城下町の中枢部であったので、山下の中枢、山下の内側（城や御下御殿寄り）の部分という意味で「内山下」と呼ばれた。
なお、内山下の呼称は通称であり、当時は当地は本丁（ほんちょう）が正式な地名であった。この名も松山城下の中枢であることが由来である。当時は内山下は本丁だけでなく周囲の町も一部含まれていたといわれる。明治になり、本丁は内山下に正式に改称された。

### 年表
| 年月日          | 出来事 | 備考 |
| --------------- | --- | ---- |
| 明治22年6月1日  | 町村制施行により、上房郡高梁町が発足。                                                                                         |      |
| 昭和29年5月1日  | 上房郡高梁町・津川村・川面村・巨瀬村、および川上郡玉川村・宇治村・松原村・高倉村・落合村の1町8村が新設合併し、旧高梁市が発足。 |      |
| 平成16年10月1日 | 旧高梁市・上房郡有漢町、および川上郡成羽町・備中町・川上町が新設合併し、新高梁市が発足。                                       |      |

## 地勢
山岳
- 臥牛山
  - 小松山

河川
- 小高下川

## 主要施設
教育施設
- 岡山県立高梁高等学校
- 方谷學舎高等学校

一般企業・商店
- 前保石材工務店

神社仏閣
- 八重籬神社

史跡
- 備中松山城
- 御下屋敷（尾根小屋）跡

## 交通
旧街道
- 新見往来
- 松山往来
- 東城往来